# Abie Grossfeld
Abraham Israel Grossfeld, detto Abie (New York, 1º marzo 1934), è un ex ginnasta statunitense.
Ha partecipato ai Giochi di Melbourne 1956 e di Roma 1960, gareggiando in vari eventi individuali ed a squadre.
Ha fatto il pieno ai Giochi panamericani, dove ha vinto l'oro in 3 edizioni consecutive nei vari eventi individuali ed a squadre.
È stato il marito della ginnasta olimpica Muriel Davis.